# Йохан II фон Флекенщайн
Йохан II фон Флекенщайн (на немски: Johann II von Fleckenstein; † 18 май 1426, Ладенбург) от благородническата фамилия Флекенщайн от Елзас, е княжески епископ на Вормс (1410 – 1426).

## Биография
Той е син на Хайнрих X фон Флекенщайн († 1380/1381) и съпругата му Катарина фон Вазигенщайн († 1373/1381), дъщеря на Ханс фон Вазигенщайн, Обервазигенщайн, Лютцелхард, манастир Арнсберг, и Катарина фон Хюнебург († сл. 1367).
Йохан II фон Флекенщайн става духовник. Той става пропст на църквата Св. Кириакус Нойхаузен, също на Св. Мартин и Арбогаст в Зурбург. Освен това той е каноник в Майнц и Вормс. На 12 март 1410 г. е избран за епископ на Вормс. Папа Григорий VII го одобрява на 15 май 1410 г. и му разрешава да бъде помазан от някой епископ по негово желание. Йохан II строи от 1412 г. втора кула в църквата „Св. Галус“ в Ладенбург.
През 1414 г. епископ Флекенщайн провежда диоцески събор (synodus dioecesana). През 1415 г. той посещава в свитата на курфюрста на Пфалц Лудвиг III Констанцкия събор.
През 1423 г. епископ Флекенщайн е таен съветник в Курпфалц. Неговият племенник Хайнрих фон Флекенщайн има същата служба и е женен за племенница на епископа на Шпайер Рабан фон Хелмщат.
Йохан II фон Флекенщайн има продължителни вражески отношения с град Вормс, затова се мести във втората си резиденция Ладенбург и живее там в епископския дворец. Той умира там през 1426 г. и е погребан в катедралата на Вормс.